# Společnost náčelnického a státního typu
Společnosti náčelnického a státního typu jsou formy politického uspořádání, jejichž studiem se zabývá politická antropologie založená v 19. století. Základy této disciplíny položili Lewis H. Morgan a sir Henry Maine. Na ně navazovali další autoři jako např. Elman Service, který rozdělil společnost na základě sociálního vývoje do čtyř typů:
- tlupy
- kmeny
- náčelnické útvary
- státy

## Náčelnický typ společnosti
Náčelnické útvary jsou založené na příbuzenských vztazích, jejichž základy byly položené již u vzniku kmenů. Tento útvar je seskupením více kmenů, vesnic nebo komunit, v jejichž čele je buď náčelník nebo rada starších (tedy vybraní jedinci z vládnoucích rodin). Funkce vůdce pak mohla být dědičná nebo přidělená.
V útvaru byly obvykle dvě sociální skupiny (někdy i více) – elita a běžný příslušník. Role jedince se mohla změnit např. svatbou, kdy se jedinec mohl stát příbuzným vládnoucí vrstvy. Tento útvar byl menší, vládla v něm pouze jedna skupina, jíž byly podřízeny skupiny menší.
Brzy na to se vyvinuly i úplné náčelnické útvary. V nich vládl jeden silný jednoduchý útvar, jemuž byly podřízeny ostatní útvary. Začala se zde uplatňovat první politická hierarchie – členové vyšší společnosti se zabývali vedením skupiny a různými rituály (i náboženskými, náčelník totiž zároveň plnil také úlohu kněze). Tyto úlohy nemohly vykonávat nižší vrstvy. Ty se povětšinou věnovaly řemeslné a zemědělské výrobě. Postavení silnějšího útvaru v rámci celku zabezpečovalo velké množství darů od podřízených útvarů. Vládnoucí vrstvy menších útvarů opět vybírali dary od nižších vrstev svých komunit. Čas od času zase vyšší vrstvy rozdaly symbolické množství jídla a různých věcí vrstvám nižším.

## Společnost v raných státech
Rané státy vznikaly na základě komplexních útvarů, ale na rozdíl od nich se ve státech pozice jedince měnila na základě jeho schopností a často i vojenské síly (odvíjelo se od velikosti družiny). Rozdíly mezi jednotlivými vrstvami se více vymezovaly – vládce se více věnoval řízení státu (první zákony) a expanzi, náboženskou úlohu přebírali kněží. Vládcovu moc kromě jiného zajišťovala vojenská družina (bojovníci). Postupně se rozvíjel i obchod s okolními státy, a tím vznikla nová vrstva – obchodníci. Ti do určité míry spolupracovali s řemeslníky a rolníky. S expanzivní politikou vznikla nová nejnižší vrstva otroků. Byli to povětšinou obyvatelé podrobených útvarů, kmenů nebo komunit. V raných státech zároveň končí funkce darů, postupně jsou nahrazeny daněmi.